# Torrione del Nuti
Il torrione del Nuti è una torre facente parte delle fortificazioni a difesa della Rocca Malatestiana di Cesena, veniva definito in tutti gli antichi documenti come Torre Nuova, in quanto l'ultima ad essere costruita a completamento della Rocca.

## Storia
La Rocca Malatestiana di Cesena, collocata sul Colle Garampo, fu ingrandita ai piedi del colle dall'aggiunta di una torre affiancata da una cortina muraria e una terrazza progettate da Matteo Nuti.
Il torrione fu costruito dal 1450 al 1466 per volere di Domenico Malatesta Novello, signore di Cesena, ed era utilizzato come torre di avvistamento e di difesa. Inizialmente la torre era scoperta e dotata di merlature.
Alta circa 30 metri, presenta una forma semi-cilindrica con tre piani interni. La sua struttura è in mattoni e pietra, con alcuni dettagli architettonici in cotto, tipici dell'architettura gotica. Dalla cima della torre, si può ammirare una vista panoramica sulla città di Cesena e dei suoi dintorni. Il Torrione del Nuti è considerato un importante esempio di architettura militare medievale, visitabile insieme alla Rocca Malatestiana che ospita anche alcuni musei.

## Immagini

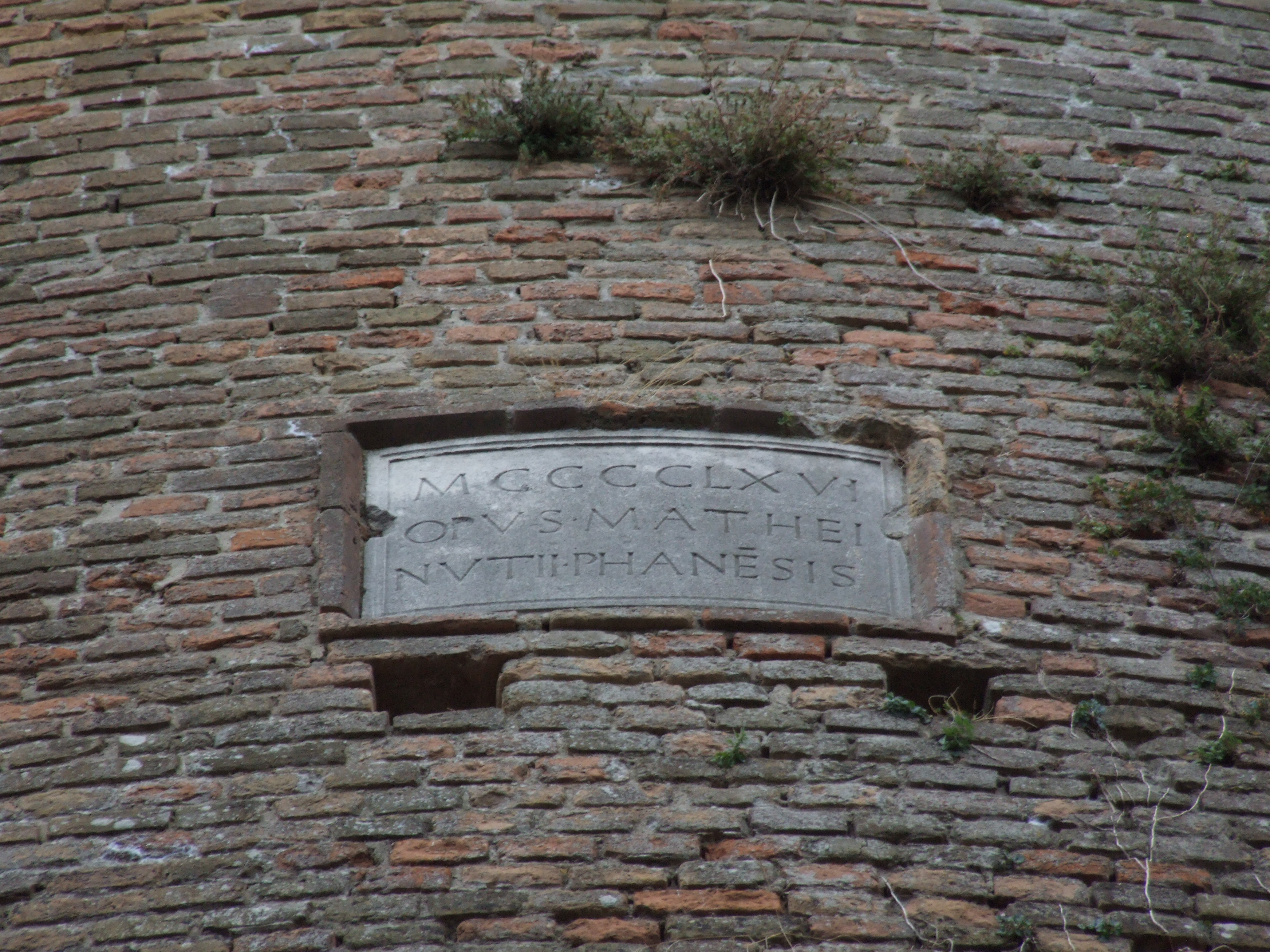
Dettaglio del Torrione del Nuti.

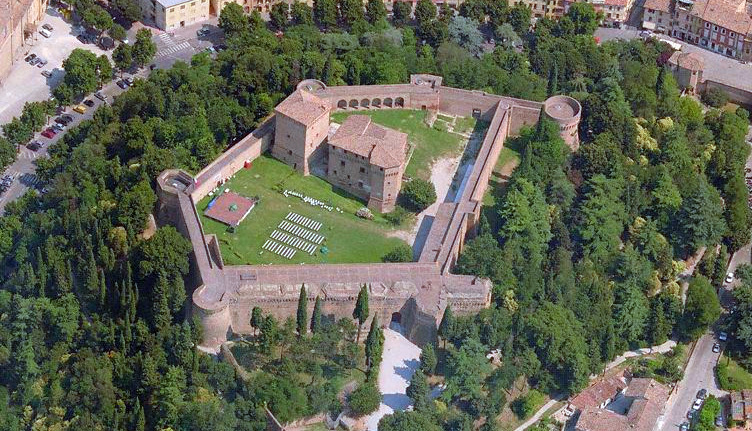
Rocca Malatestiana - Aerial view